# أوبن
أوبن (أو يوبين) هي مدينة بلجيكية تقع في مقاطعة لياج تبعد حوالي 15 كم عن الحدود مع ألمانيا.

## التاريخ
تم ذكر يوبين لأول مرة في عام 1213 ميلادية على أنها تنتمي إلى دوقية ليمبورغ، وانتقلت تبعية يوبين إلى دوقية برابانت ودوقية بورغوندي والإمبراطورية الرومانية المقدسة وفرنسا قبل تسليمها في عام 1815 إلى بروسيا، التي أصبحت جزءًا من الإمبراطورية الألمانية الجديدة في عام 1871. في عام 1919، بعد الحرب العالمية الأولى، نقلت معاهدة فرساي مدينة يوبين وبلدية مالميدي القريبة من ألمانيا إلى بلجيكا.